# Michel Cullin
Pour les articles homonymes, voir Cullin.
Michel Cullin, né le 17 septembre 1944 à Antony et mort le 3 mars 2020 à Vienne,, est un universitaire (germaniste et politiste) et haut fonctionnaire français, chef du département des relations franco-autrichiennes à l'Académie diplomatique de Vienne.

## Biographie
Après des études en sciences politiques et lettres allemandes (1962-1965) à Paris, Michel Cullin devient assistant de français au Theresianum à Vienne (1966-1967). De 1967 à 1969, il est lecteur de français à l'université de Vienne.
Après avoir travaillé au Geschwister-Scholl-Institut (de) de l'université Ludwig Maximilian de Munich (1969-1971), il devient maître-assistant d'allemand puis de civilisation autrichienne (1971-1980) puis maître de conférences de civilisation autrichienne (1980-1982) à l'université d'Orléans, obtenant un doctorat en études allemandes contemporaines en 1977. Parallèlement, il travaille comme consultant pour l'Office franco-allemand pour la jeunesse et les CEMEA et comme correspondant de la radio publique autrichienne ÖRF.
Il est directeur de l'Institut français de Vienne de 1982 à 1986. Il est ensuite jusqu'en 1991 professeur associé à l'Université de Vienne, invité dans les universités de Heidelberg, Leipzig et Iéna et correspondant de plusieurs organes de presse.
Il est de 1991 à 1995 attaché de coopération universitaire à l'Ambassade de France en Allemagne, avant de prendre un poste à l'Université de Nice, qu'il quitte de 1999 à 2003 pour exercer les fonctions de secrétaire général adjoint de l'Office franco-allemand pour la jeunesse.
À partir de 2008, il représente la France au conseil international du Service autrichien à l'étranger avec Beate Klarsfeld et soutient en particulier le travail de jeunes Autrichiens du service autrichien de la Mémoire dans divers mémoriaux, musées et centres juifs à travers le monde. Il dirige le Centre de recherche Félix-Kreissler.
Michel Cullin meurt le 3 mars 2020 à Vienne (Autriche).

## Publications
- Der Weg zum österreichischen Staatsvertrag, Association pour la connaissance de l'Allemagne d'aujourd'hui (ACAA), 1966
- L’Autriche contemporaine (en collaboration avec Felix Kreissler). Paris 1972, Armand Colin, 1972
- Les Théories de la nation autrichienne entre 1934 et 1938, Association pour la connaissance de l'Allemagne d'aujourd'hui (ACAA), 1977
- Éducation civique et formation politique dans les échanges franco-allemands (en collaboration avec Hans Nicklas), OFAJ, Paris/Bad Honnef 1980
- Ein Gallier in Danubien: Erfahrungen eines Zwangsarbeiters unter dem NS-Regime (Préface au livre de Robert Quintilla), 2006  (ISBN 978-3-901749-52-0)
- Douce France? Musik-Exil in Frankreich / Musiciens en Exil en France 1933-1945 (en collaboration avec Primavera Driessen-Gruber). Vienne/Böhlau, 2008  (ISBN 978-3-205-77773-1)
- articles dans divers journaux et revues (notamment Der Standard, La Croix, Allemagne d'aujourd'hui, Austrica, Libération), notamment :
  - « L'Action culturelle française en Autriche après 1945 », Austrica, n° spécial - relations franco-autrichiennes (1870-1970), Centre dʹétudes et de recherches autrichiennes de l'université de Rouen, juin 1986
  - « Die französischen Sozialisten und die DDR », 1999
  - « Résistance: la double mémoire », 2000
  - « Le devoir de mémoire et de réconciliation », 2004[6]
  - « L'Autriche met son nouveau président à l'épreuve »
  - « Échanges entre jeunes et citoyenneté européenne »
  - « L'Autriche à droite toute ? »

## Décorations
- Décoration autrichienne pour la science et l'art (de)